# خطوط ترافل سيرفس الجوية
خطوط ترافل سيرفس الجوية (بالإنجليزية: Travel Service Airlines)‏ هي شركة طيران، يقع مركز عملياتها الرئيسي في مطار براغ في جمهورية التشيك. تمتلك الشركة عدة فروع في بولندا والمجر وسلوفاكيا كما تمتلك شركة طيران منخفضة التكلفة اسمها سمارت وينج.

## التاريخ
عام 2008، نقلت الشركة 2,3 مليون مسافر

## الأسطول
تمتلك الشركة 52 طائرة بالإضافة إلى 4 طلبيات

## وصلات خارجية
- الموقع الإلكتروني